# Domenica d'agosto
Domenica d'agosto és una pel·lícula de comèdia italiana del 1950 dirigida per Luciano Emmer.
Aquesta pel·lícula, que ha estat seleccionada entre els 100 film italiani da salvare, ha representat «la transferència de l'experiència neorealista a la comèdia de costums». Per als detractors, partidaris del cinema que es pretenia com un compromís civil i polític, era culpable d'haver obert el camí al mal vist "neorealisme rosa".

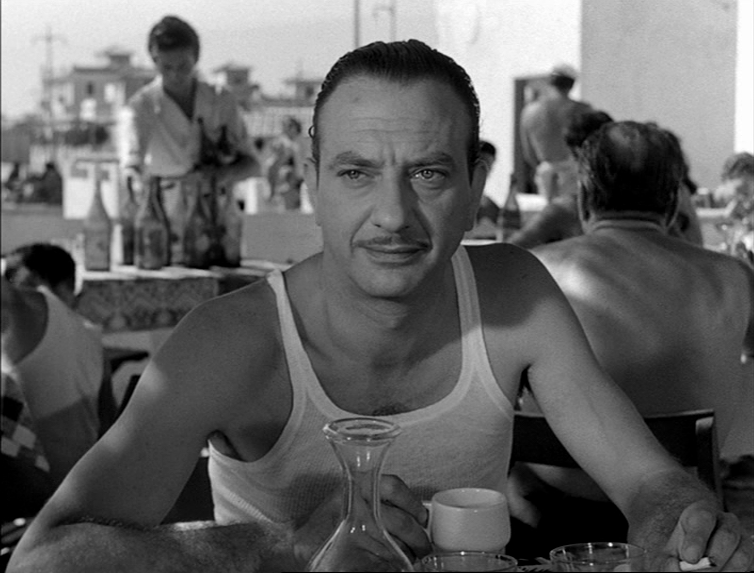
Emilio Cingoli a la pel·lícula

## Sinopsi
Diumenge 7 d'agost festa de San Gaetano. Des de la calorosa ciutat de Roma, una multitud variada, de tots els orígens socials, es trasllada per diferents mitjans al Lido d'Ostia, per passar-hi tot el dia festiu.

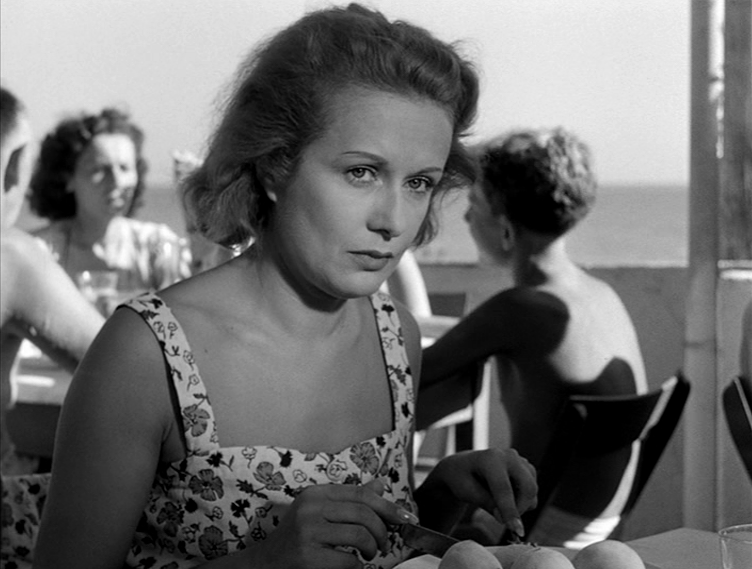
Vera Carmi a la pel·lícula

## Repartiment
A la pel·lícula apareixen gairebé tots els actors desconeguts, inclosos els que es van fer famosos els anys següents. Molts actors que apareixen a la pel·lícula només han protagonitzat aquesta pel·lícula com Anna Baldini, que aleshores tenia uns 15 anys.
- Anna Baldini: Marcella Meloni
- Vera Carmi: Adriana
- Emilio Cigoli: Alberto Mantovani
- Franco Interlenghi: Enrico
- Elvy Lissiak: Luciana
- Massimo Serato: Roberto
- Mario Vitale: Renato
- Marcello Mastroianni: Ercole Nardi
- Anna Medici: Rosetta
- Andrea Compagnoni: Cesare Meloni
- Ave Ninchi: Fernanda Meloni
- Salvo Libassi: Perrone
- Jone Morino: Mesmè

## Producció
Luciano Emmer va ser cridat per dirigir la pel·lícula per Sergio Amidei, quan debutava a la producció, mentre editava un documental sobre Venècia. Rodada l'estiu de 1949 a Roma i a la costa d'Ostia, la pel·lícula es va estrenar nacionalment el 18 de febrer de 1950.
El rodatge es va fer entre les zones de Porta Cavalleggeri, il Colle Oppio, els barris Testaccio i Mattatoio, le estacions de tren de Piramide, Ostia Centro i l'establiment balneari La vecchia pineta al Lungomare di Ostia.
L’ajudant de direcció Franco Brusati va deixar la pel·lícula després de només una setmana de rodatge, acusant Luciano Emmer de no posseir les nocions més elementals de tècniques cinematogràfiques. Francesco Rosi va assumir el seu paper.
Les cançons Domenica d'agosto, de Nino Oliviero, Tito Manlio i Vieni con me de Nino Oliviero, De Mura, són cantades per Claudio Villa, Giacomo Rondinella i Rossana Beccari.
El doblatge de la pel·lícula per part de la CDC es va dur a terme als estudis Fono Roma el novembre de 1949.

## Crítica
En el seu llançament, Domenica d'agosto va ser denostada pel crític amb més autoritat de l’època, Guido Aristarco, i també va rebre una opinió negativa del Centro Cattolico Cinematografico, que la va definir com un espectacle poc edificant, amb moments d’exhibicionisme repugnant.
Per a Il Morandini, la pel·lícula "revisada avui és més popular, potser, com a testimoni de l'època que per les seves qualitats intrínseques: com a comèdia és granulosa, com a pel·lícula neorealista anèmica".